# ザクセン＝ヴァイマル＝アイゼナハ大公国

ザクセン＝ヴァイマル＝アイゼナハ大公国
Großherzogtum Sachsen-Weimar-Eisenach

国歌: Weimars Volkslied
ドイツ帝国内におけるザクセン＝ヴァイマル＝アイゼナハ大公国

ザクセン＝ヴァイマル＝アイゼナハ（ドイツ語: Sachsen-Weimar-Eisenach）は、ドイツ中部のテューリンゲン地方にあった領邦国家。首都はヴァイマル。1741年から1815年まで公国、1815年から1918年まで大公国であった。
1903年に正式な国号をザクセン大公国（ドイツ語: Großherzogtum Sachsen）へと改めたが、ザクセン王国との区別のためもあり、それ以後もザクセン＝ヴァイマル＝アイゼナハ大公国（ドイツ語: Großherzogtum Sachsen-Weimar-Eisenach）の名で呼ばれることが多い。

## 地理

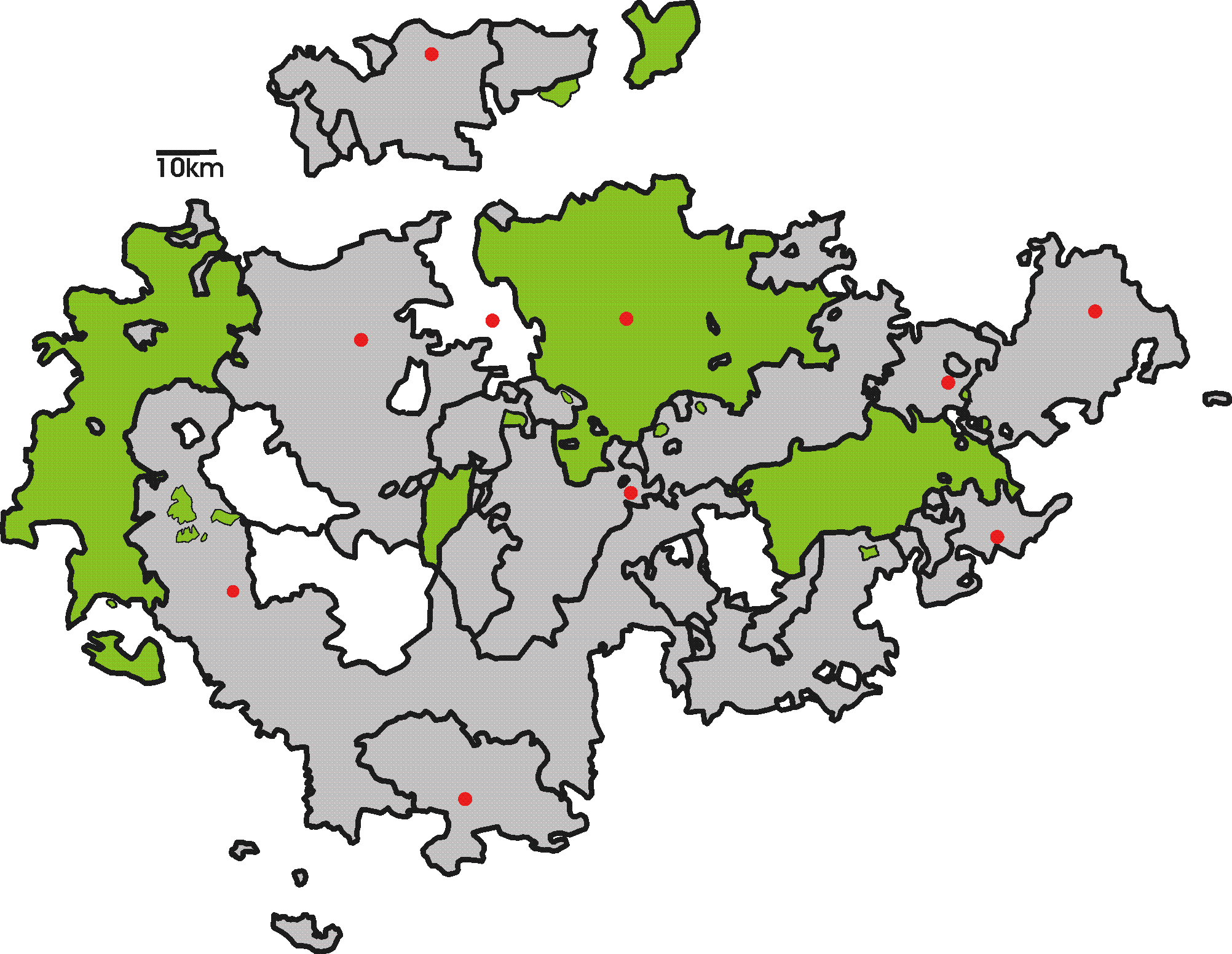
テューリンゲン諸国におけるザクセン＝ヴァイマル＝アイゼナハ大公国（1900年）

ドイツ帝国のもとでテューリンゲン諸邦と総称された領邦群のうちのひとつである。
ドイツ帝国時代の領土は大きく分けて3つ、すなわち西部の旧ザクセン＝アイゼナハ公国領、中央部の旧ザクセン＝ヴァイマル公国領、東部のノイシュタットに分けられ、このほか大小多数の飛び地があった。旧ザクセン＝ヴァイマル公国の地域には、首都ヴァイマルや、イェーナ大学を擁する大学町イェーナがある。旧ザクセン＝アイゼナハ公国の中心地アイゼナハは、J・S・バッハの出生地として知られる。
ザクセン＝ヴァイマル＝アイゼナハ大公国の領土は、他のテューリンゲン諸国のすべて（ザクセン＝アルテンブルク公国、ザクセン＝コーブルク＝ゴータ公国、ザクセン＝マイニンゲン公国、シュヴァルツブルク＝ゾンダースハウゼン侯国、シュヴァルツブルク＝ルードルシュタット侯国、ロイス＝グライツ侯国、ロイス＝ゲーラ侯国）の領土と境を接し、またプロイセン王国、ザクセン王国、バイエルン王国と隣接していた。

## 歴史
エルンスト系ヴェッティン家が統治した神聖ローマ帝国の領邦であるザクセン諸公国は、しばしば領土の分割・再編を繰り返していた。その中の一つ、ヴァイマル周辺を領土とするザクセン＝ヴァイマル公国の君主であったエルンスト・アウグスト1世は、1741年に嗣子なく死去したザクセン＝アイゼナハ公ヴィルヘルム・ハインリヒの遺領（アイゼナハ周辺）を継承した。これによってザクセン＝ヴァイマルとザクセン＝アイゼナハの同君連合が成立し、以後その領邦はザクセン＝ヴァイマル＝アイゼナハ公国（ドイツ語: Herzogtum Sachsen-Weimar-Eisenach）と呼ばれるようになった。
1748年にエルンスト・アウグスト1世が没すると、両公位は息子のエルンスト・アウグスト2世コンスタンティンが継承したが、彼はまだ幼かったので摂政が立てられた。エルンスト・アウグスト2世コンスタンティンは1755年から親政を始めるものの、そのわずか3年後に20歳で死去し、息子のカール・アウグストが公位を嗣いだ。
カール・アウグストもまだ幼かったので、その母アンナ・アマーリアが摂政となった。彼女は七年戦争の最中という難局にあってよく国を治めた。また芸術や文学の後援も行い、ヘルダーやシラー、ゲーテといった当時を代表する文化人をヴァイマルに招いている。
1775年からカール・アウグストは親政をはじめ、1809年に両公国は統合されて正式にザクセン＝ヴァイマル＝アイゼナハ公国となった。1804年には太子のカール・フリードリヒをロシア皇帝アレクサンドル1世の妹であるマリア・パヴロヴナと結婚させたが、これはナポレオン戦争の混乱の中でロシアの援助が必要だと判断したためであった。その甲斐あって、ウィーン会議ではアレクサンドル1世の口添えによりザクセン＝ヴァイマル＝アイゼナハ公国はノイシュタットなどを獲得した上で大公国へ昇格した。
カール・アウグストが死去すると、大公位は息子のカール・フリードリヒが継承した。妃のマリア・パヴロヴナが音楽に傾倒していたこともあり、彼の治世のヴァイマルではフランツ・リストやペーター・コルネリウスが活発に活動している。そのあとを嗣いだ息子カール・アレクサンダーのときに大公国はドイツ帝国の構成国となった。
1918年にドイツ革命が発生すると、最後の大公ヴィルヘルム・エルンストは退位宣言に署名し、大公国は消滅した。領域はいったんザクセン＝ヴァイマル＝アイゼナハ自由州となったが、1920年に周辺の諸邦と合併してテューリンゲン州となった。

## 君主一覧
- ザクセン＝ヴァイマル公およびザクセン＝アイゼナハ公
  - エルンスト・アウグスト1世（1741年 - 1748年）
  - エルンスト・アウグスト2世コンスタンティン（1748年 - 1758年）
    - ザクセン＝ゴータ＝アルテンブルク公フリードリヒ3世（摂政、1748年 - 1855年）

  - カール・アウグスト（1758年 - 1809年）
    - ザクセン＝ヴァイマル＝アイゼナハ公太后アンナ・アマーリア（摂政、1758年 - 1775年）

- ザクセン＝ヴァイマル＝アイゼナハ公
  - カール・アウグスト（1809年 - 1815年）

- ザクセン＝ヴァイマル＝アイゼナハ大公
  - カール・アウグスト（1815年 - 1828年）
  - カール・フリードリヒ（1828年 - 1853年）
  - カール・アレクサンダー（1853年 - 1901年）
  - ヴィルヘルム・エルンスト（1901年 - 1918年）